# Dan Hawkins

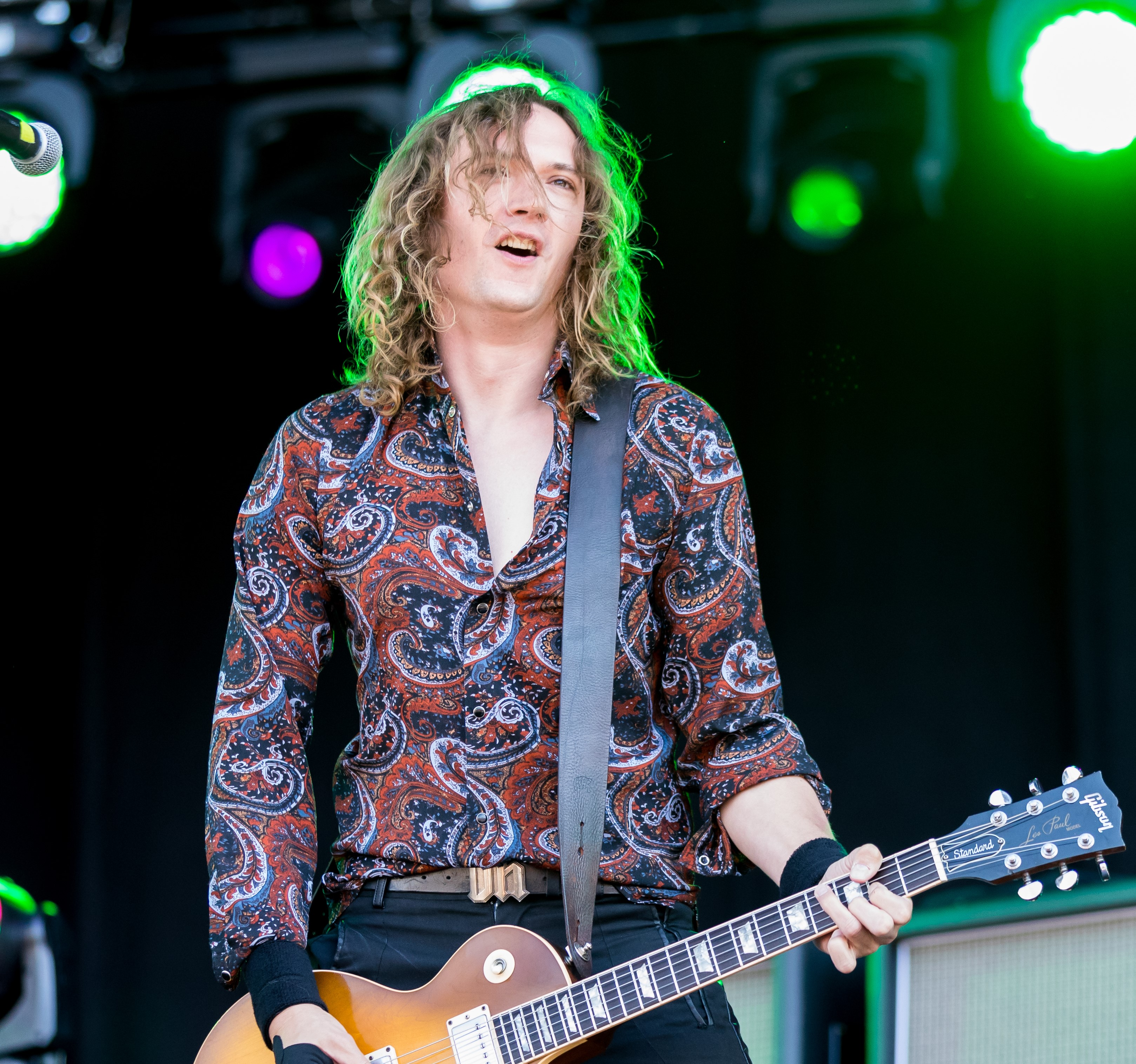
Hawkins in 2018

Daniel Francis Hawkins (Lowestoft, Suffolk, 12 december 1976) is een Britse gitarist en achtergrondzanger. Hij is de gitarist en achtergrondzanger van The Darkness en was de leadgitarist in de band Stone Gods. Zijn broer Justin Hawkins is de zanger en gitarist van The Darkness.

## Biografie
Op zijn 16e verhuisde Dan naar Londen om een carrière in de muziek te beginnen. Hij heeft in verschillende bands gespeeld en is ook sessiemuzikant geweest voordat The Darkness succes kreeg in 2003. The Darkness heeft in eerste instantie twee albums uitgebracht, Permission to Land in 2003 en One way ticket to hell... and back in 2005. In 2006 verliet Justin de band vanwege drugsproblemen. Hierna heeft Dan met de overige bandleden de Stone Gods opgericht. Zij hebben in 2008 een EP genaamd Burn the Witch uitgebracht, en in juli volgde hun debuutalbum Silver Spoons and Broken Bones. In 2011 is the Darkness weer bij elkaar gekomen en spelen ze in de oorspronkelijke formatie.
Hawkins speelt meestal op een Gibson Les Paul, waarvan hij er meerdere heeft. Hij bezit onder andere een op maat gemaakte Gibson Black Beauty die eigenlijk voor Jimmy Page van Led Zeppelin bedoeld was.